# Danryū
Danryū (Corriente cálida, en español) es una película japonesa, dirigida por Kozaburo Yoshimura y estrenada en diciembre de 1939, tras el estallido de la Segunda Guerra Mundial. La duración en versión original de la película es de 177 minutos; en cambio, en su edición reeditada de 1948, su duración se acorta hasta los 124 minutos.

## Argumento
En la película se narra la historia sucedida en un hospital. La película fue filmada con un tiempo de ficción en presente en el cual destaca la combinación de los elementos tradicionales japoneses y occidentales, como por ejemplo la vestimenta. La trama central se asienta sobre la hija del director del hospital durante la cura de su mano. El director del hospital nombrará como su sucesor a un joven de clase baja frente a la oposición de su propio hijo, que no tiene intenciones en ejercer la medicina. El nuevo director llamado Hakibi llevará a cabo una gran labor, que causa una gran impresión. Este revuelo que conlleva la irrupción del nuevo director, hace que se enamoren de él la hija del exdirector y una enfermera. Sin embargo, la película busca en todo momento una enseñanza ética por encima de la erótica, con lo cual Kozaburo Yoshimura busca influenciar positivamente al público.
También es sorprendente la visión que se hace en la película sobre el tema de la muerte, sin ritos religiosos, sin ceremonias y sin la reunión familiar y en una situación completa de paz. La hija finalmente se compromete con otro médico, pese a los intentos de Hakibi de conquistarla, pero los sentimientos que sienten entre ellos se convierten en un problema después.

## Influencia
En la película, se observa la fuerza de la palabra por encima de cualquier tipo de impulsos o emociones. Yoshimura utilizó a los personajes en plano sentado o parados, algo que influye en los demás directores japoneses de la época. También emplea el primer plano subjetivo de un objeto, no hay exhibicionismo, la mirada toma un papel central en la película, etc. Todos estos símbolos pueden entenderse como contrarios al momento histórico que marca el contexto internacional.